# Centenary (Simbabwe)
Centenary ist eine Kleinstadt mit etwa 4000 Einwohnern in der Provinz Mashonaland Central in Simbabwe.

## Geografie
Die Stadt liegt auf etwa 1220 m Höhe im Distrikt Muzarabani, der auch den Alternativnamen Centenary trägt. Nördlich von Centenary beginnt der Abfall ins Sambesital, das Escarpment, das zu den Hauptkampfgebieten im Bürgerkrieg gehörte. Dieses Gebiet lässt sich zwischen dem Sambesital und einer Linie zwischen folgenden Orten abgrenzen: Nyamapanda, Mount Darwin, Centenary, Mhangura, Karoi, weiter in der Mitte zwischen Gokwe und Siabuwa bis Dahlia am Gwayi-Fluss.

## Infrastruktur
Die Stadt liegt an der Fernstraße A12. Centenary hat zwei Schulen, eine Klinik und einen Militärflugplatz. Es gibt eine eigene Wasserversorgung aus Bergquellen, die mit EU-Mitteln verbessert werden soll. Landwirtschaft, vor allem der Anbau von Tabak, und Holzschnitzerei sind die Einnahmequellen in diesem dünn besiedelten Gebiet. In den Jahren 2002 bis 2004 erlebte dieser Distrikt Fluten, die die Ernten vernichteten und die Häuser zerstörten.